# László Felföldi
László Felföldi  (n. 4 februarie 1961, Geszteréd, Districtul Nagykálló, Szabolcs-Szatmár-Bereg, Ungaria) este un episcop romano-catolic maghiar.